# Адамович-Іодко Микола Володимирович
Микола Володимирович Адамович-Іодко (17 січня 1915, Прилуки, Полтавська губернія, Російська імперія — 23 липня 2002, Жуковський, Московська область, Росія) — Заслужений льотчик-випробувач СРСР (1961), кандидат технічних наук (1956).

## Життєпис
Народився 17 січня 1915 року в місті Прилуки. Закінчив школу фабрично-заводського учнівства (ФЗУ), працював слюсарем. З 1936 року відвідував аероклуб Московського авіаційного інституту. У 1940 році закінчив Московський авіаційний інститут. Працював інженером у ЦАГІ імені М. Є. Жуковського.
У 1941—1942 роках — інженер Льотно-дослідницького інституту (ЛДІ). З 1942 по травень 1973 року — на льотно-випробувальній роботі в ЛДІ.
Виконав перший політ і провів іспит Ла-7 (1943—1944). Провів: іспит Іл-2 на міцність (1944); випробував системи автоматичного заходу на посадку «Поле» на пасажирських літаках; багато робіт із систем керування на важких літаках.
Має 14 наукових праць і 4 авторські посвідчення на винаходи. Працював у ЛДІ начальником ергономічної лабораторії. Мешкав у місті Жуковський Московської області. Помер 23 липня 2002 року. Похований у Жуковському, на Биковському цвинтарі.

## Нагороди
Нагороджений орденами Леніна, Трудового Червоного Прапора, Червоної Зірки, медалями.